# Wasserhund

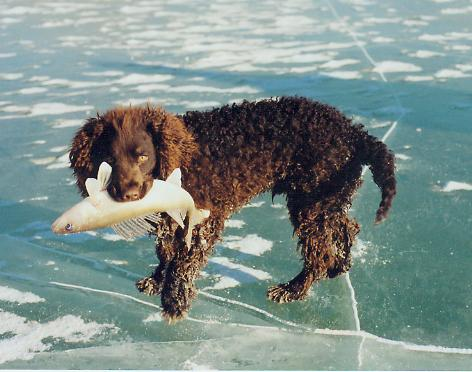
American Water Spaniel

Wasserhunde werden Haushunde genannt, die sich für die Wasserarbeit bei Fischern und Jägern eignen. Gemeinsam ist den Wasserhunden das meist dunkle gelockte Fell. In der Hunderassen-Klassifikation des FCI sind sie in der Gruppe 8 (Apportierhunde – Stöberhunde – Wasserhunde), Sektion 3, eingeteilt. Dort werden die folgenden Rassen als Wasserhunde bezeichnet:
- American Water Spaniel
- Barbet (Französischer Wasserhund)
- Cão de Água Português (Portugiesischer Wasserhund)
- Irish Water Spaniel
- Lagotto Romagnolo
- Perro de Agua Español (Spanischer Wasserhund)
- Wetterhoun